# Viré
Viré ist eine französische Gemeinde mit 1.218 Einwohnern (Stand: 1. Januar 2022) im Département Saône-et-Loire in der Region Bourgogne-Franche-Comté. Sie gehört zum Arrondissement Mâcon und zum Kanton Hurigny (bis 2015: Kanton Lugny). Die Einwohner werden Viréens genannt.

## Geographie
Viré liegt etwa 15 Kilometer nördlich vom Stadtzentrum von Mâcon in der Mâconnais im Weinbaugebiet Bourgogne. Umgeben wird Viré von den Nachbargemeinden Montbellet im Norden, Fleurville im Osten, Saint-Albain im Süden und Südosten, Clessé im Süden, Péronne im Westen sowie Burgy im Nordwesten.

## Bevölkerungsentwicklung
| Jahr                      | 1962 | 1968 | 1975 | 1982 | 1990 | 1999 | 2006 | 2013 |
| ------------------------- | ---- | ---- | ---- | ---- | ---- | ---- | ---- | ---- |
| Einwohner                 | 560  | 561  | 827  | 863  | 943  | 954  | 1056 | 1113 |
| Quelle: Cassini und INSEE |      |      |      |      |      |      |      |      |

## Sehenswürdigkeiten
- Kirche Saint-Cyr-et-Sainte-Julitte

Schloss Châtillon

- Schloss Châtillon
- Schloss Charnay